# H-I
Il razzo H-I (o H-1) era un vettore spaziale giapponese, costituito da un primo stadio americano Thor prodotto in Giappone su licenza statunitense (compreso il set di razzi ausiliari del primo stadio) e da stadi superiori interamente giapponesi. Fu utilizzato tra il 1986 e il 1992 per nove lanci, tutti pienamente riusciti. H-I sostituì il lanciatore N-II e successivamente fu sostituito dal lanciatore H-II, di produzione interamente giapponese.

## Caratteristiche tecniche
Il primo stadio dell'H–I era costituito da un razzo Thor modificato (il Thor-ELT), che era già stato prodotto in Giappone su licenza statunitense per i razzi N-I e N-II. Questo stadio, alimentato a propellente liquido (ossigeno liquido e RP-1), era corredato (a seconda della massa del carico utile) da sei o nove razzi ausiliari Castor 2 a propellente solido. Il secondo stadio era interamente giapponese e utilizzava un motore LE-5 sviluppato da Mitsubishi Heavy Industries; LE-5 è stato il primo motore a razzo prodotto in Giappone a utilizzare l'idrogeno liquido (da qui la scelta della sigla H per il razzo). Nei lanci verso un'orbita geostazionaria si usava un terzo stadio, alimentato da un motore UM-69A a propellente solido costruito da Nissan Motor.